# Јалу
Јалу је ријека која са ријеком Ту-Мен Џјанг (корејски Туман) чини сјеверозападну границу Кореје са Кином. Улива се у Жуто море (Корејски залив).
Ријека је пловна у дужини од 698 километара од марта до новембра. На ушћу се налази град Јонгампо.